# W górach jest wszystko co kocham

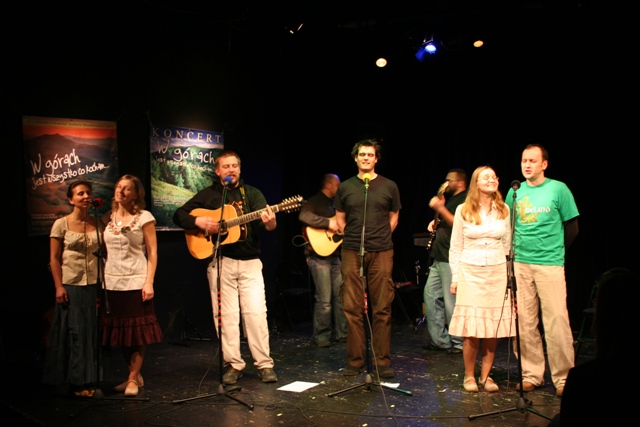
Koncert w Katowicach – na zdjęciu między innymi Apolinary POlek, członkowie zespołów Dom o Zielonych Progach, Siudma Góra i Pelton.

W górach jest wszystko co kocham – projekt poetycko-muzyczny ludzi chodzących po górach, w ramach którego w dużych polskich miastach wiosną i jesienią odbywa się szereg koncertów i festiwali piosenki poetyckiej pod wspólnym tytułem projektu. 

## Organizatorzy
Organizatorami są zapaleńcy gór i wspólnego śpiewo-grania. Tradycyjnie głównym koncertem jesiennej edycji projektu jest trzydniowy Wrocławski Przegląd Kultury Studenckiej. W ramach projektu każdego roku publikowana jest płyta studyjna, zawierające najciekawsze kompozycje wykonawców biorących udział w koncertach, drukowane są również śpiewniki. Organizatorzy "W górach..." czerpiąc z własnych doświadczeń niejednokrotnie wspierają również inne imprezy poezji śpiewanej, jedną z nich był wakacyjny Ogólnopolski Festiwal Piosenki Poetyckiej KROPKA, który odbył się w dniach 20-22 lipca 2007 w Głuchołazach, w województwie opolskim.

## Wykonawcy tworzący projekt
- Bacowie z Murcek
- Basia Beuth
- Bez Zobowiązań
- Browar Żywiec
- Brzmienie Ciszy
- Cisza jak ta
- Dom o Zielonych Progach
- Enigma
- Tomasz Fojgt
- Gościniec
- Tomek Jarmużewski
- Andrzej Koczewski
- Martyna Lemańczyk
- Robert Marcinkowski
- Na Bani
- Apolinary POlek
- Patrycja Polek
- Pelton
- Pod Jednym Dachem
- Raz do Roku
- Seta
- Siudma Góra
- Szczyt Możliwości
- U Pana Boga za Piecem
- Wojtek 'Neron' Warchoł
- Zgórmysyny
- Żeby Nie Piekło

## Wydawnictwa muzyczne

### Seria "W górach jest wszystko co kocham"
- W górach jest wszystko co kocham cz. I (2002)
- W górach jest wszystko co kocham cz. II (2003)
- W górach jest wszystko co kocham cz. III (2004)
- W górach jest wszystko co kocham cz. IV – „Śladami poezji Wojtka Belona” (2005)
- W górach jest wszystko co kocham cz. V – „miłość z gór” (2006)
- W górach jest wszystko co kocham cz. VI (2008)
- W górach jest wszystko co kocham cz. VII (2009)
- W górach jest wszystko co kocham cz. VIII (2012)
- W górach jest wszystko co kocham cz. IX (2013)
- W górach jest wszystko co kocham cz. X (2015)

### Wydawnictwa artystów związanych z projektem
- Dom o Zielonych Progach – Dom o Zielonych Progach (2004)
- U Pana Boga za Piecem – Zlećcie się bociany (2005)
- Cisza jak ta – Zielona Magia (2005)
- Pelton – W drodze do marzeń (2006)
- Cisza jak ta – Sen Natchniony (2006 – nieoficjalna edycja)
- Dom o Zielonych Progach – Jam (2007)
- Apolinary POlek – Woła mnie słońce (2007 – nieoficjalna edycja)
- Cisza jak ta – Chwile (2008)
- Cisza jak ta – Sen Natchiony (2009 – oficjalne wydanie)
- Cisza jak ta – Koncert w Radio Gdańsk (2009 – dwupłytowy album CD+DVD)
- Apolinary POlek – * * * (2009)
- Yes Kiez Sirumem – Muzyko! (2010)

## Wydawnictwa książkowe
- Śpiewnik Dom o Zielonych Progach
- Śpiewnik W Górach jest wszystko co kocham…
- Śpiewnik W Górach jest wszystko co kocham… cz. 2 – w opracowaniu